# Белоконь, Александр Николаевич
Александр Николаевич Белоко́нь (6 декабря 1928, Москва — 13 июня 2006, там же) — российский и советский архитектор, пионер монолитного домостроения в СССР. Народный архитектор РФ (2005), академик МААМ, лауреат премии Ленинского комсомола им. А. Матросова, член-корреспондент РААСН.

## Биография
Родился 6 декабря 1928 года в Москве. Окончил МАРХИ. В период 1964—1985 годов — руководитель 12-й мастерской ЦНИИЭП жилища. В период 1985—1987 годов — главный архитектор ЦНИИЭП жилища. С 1987 года — главный архитектор ЦНИИПИ монолит. В 2004—2004 годы — руководитель архитектурно-конструкторской мастерской № 5 ЗАО «Москапстройпроект». Руководитель архитектурно-проектной мастерской № 1 ООО «Проектно-строительная компания „ЦНИИПИМОНОЛИТ“».
Умер 13 июня 2006 года в Москве на 78-м году жизни.

## Награды и премии
- Орден Трудового Красного Знамени (9 июля 1986 года).
- Медаль «В память 850-летия Москвы».
- Народный архитектор Российской Федерации (23 сентября 2005 года) — за большие заслуги в области архитектуры[2].
- Заслуженный архитектор РСФСР (1978 год).
- Премия Ленинского комсомола (1972 год) — за разработку проекта мемориального комплекса — Музея имени А. М. Матросова в городе Великие Луки.

## Постройки
- Музей боевой комсомольской славы имени Александра Матросова в Великих Луках, 1971. Соавторы: В. Брайнос, А. Константинов.
- Жилой дом ул. Славинского, д. 43 в Минске, 1972.
- Жилой дом Московский проспект, д. 96 в Баку, 1975.
- Жилые дома Волгоградский пр-т, д. 91, Волжский б-р., 19 в Москве, 1975.
- Жилые дома ул. Калиновского, д. 54к1-3, ул. Ландера, д. 54 в Минске, 1976—1977. Соавторы: Н. Грачева, Г. Сысоев.
- Жилой дом ул. Металлургов, д. 47-б в Туле, 1987.
- Жилые дома пр-т Машерова, дд. 38 и 42 в Минске, 1986—1991.
- Жилой дом ул. Осипенко, д. 32 в Самаре, 1988.
- Жилые дома ул. Московская, дд. 318, 320, 334, 336, ул. Гаврилова, дд. 2, 4 в Бресте, 1993.
- Жилой дом ул. Объединения, д. 9/28 в Балашихе 55°49′34″ с. ш. 37°58′20″ в. д.HGЯO, 2000.
- Жилые дома на Панфиловском проспекте (К1801А, К1801Б, К1804А, К1804Б) в Зеленограде, 2000—2003.

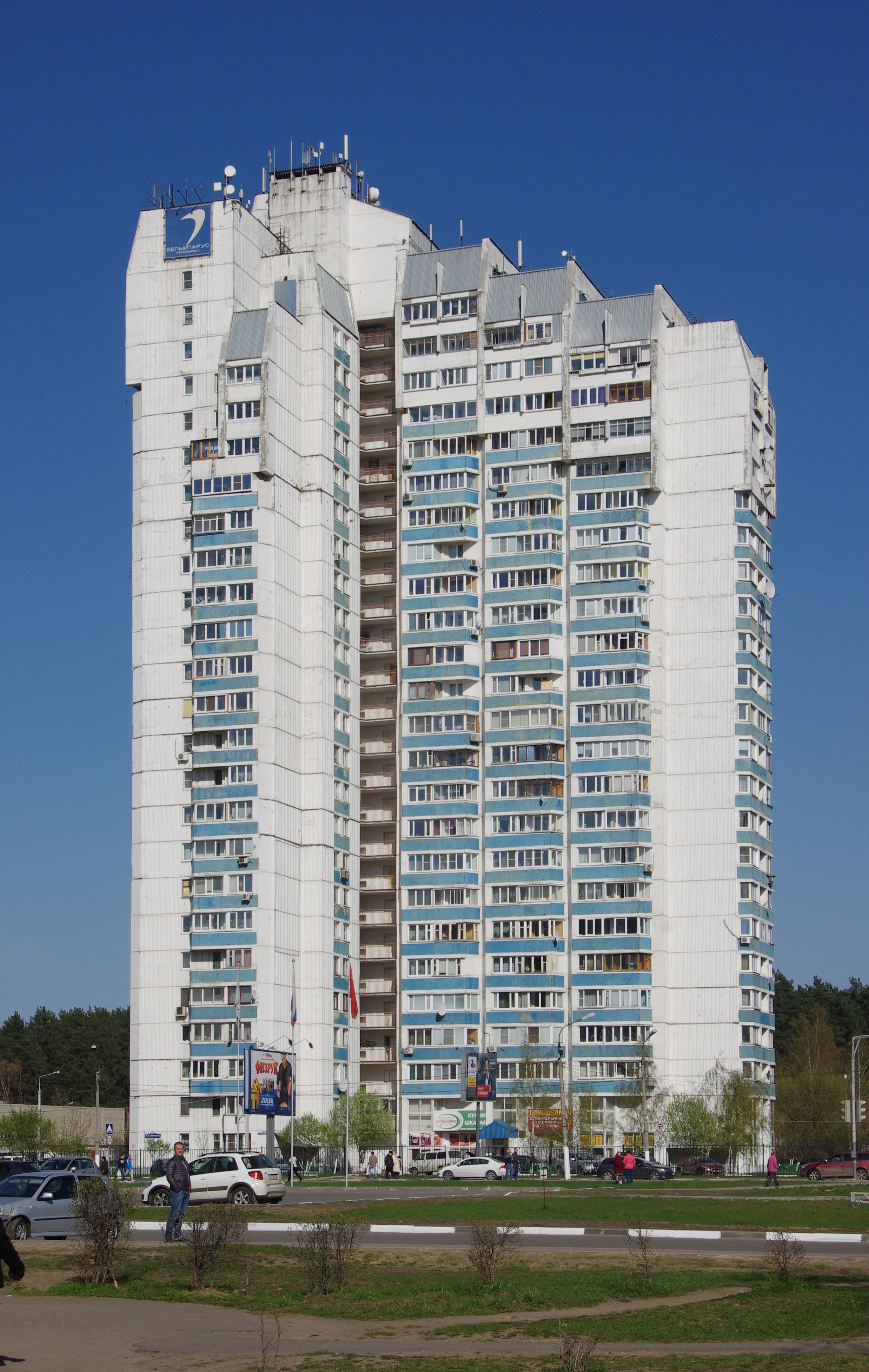
25-этажный жилой дом в Балашихе